# فاسكو دي ألميدا إي كوستا
فاسكو دي ألميدا إي كوستا هو عسكري وسياسي برتغالي، ولد في 26 يوليو 1932 في São Sebastião da Pedreira ‏ في البرتغال، وتوفي في 25 يوليو 2010 في لشبونة في البرتغال.